# Macizo del Monte Cayley
 El macizo del Monte Cayley es un grupo de montañas en las cordilleras del Pacífico del suroeste de la Columbia Británica, Canadá. Situado a 45 km al norte de Squamish y a 24 km al oeste de Whistler, el macizo se encuentra en el borde del campo de hielo de Powder Mountain. Consiste en un estratovolcán erosionado pero potencialmente activo que se eleva sobre los valles de los ríos Cheakamus y Squamish. Todas las principales cumbres tienen elevaciones superiores a los 2.000 m, siendo el Monte Cayley el más alto con 2.385 m. El área circundante ha estado habitada por pueblos indígenas durante más de 7.000 años, mientras que durante las últimas cuatro décadas se ha producido la exploración geotérmica de la zona. 
Parte del Cinturón Volcánico Garibaldi, el macizo del Monte Cayley se formó por el vulcanismo de la zona de subducción a lo largo del margen occidental de América del Norte. La actividad eruptiva comenzó alrededor de 4,000,000 años atrás y desde entonces ha experimentado tres etapas de crecimiento, las dos primeras construyeron la mayor parte del macizo. El último período eruptivo ocurrió en algún momento en los últimos 400,000 años con menor actividad y continuando hasta nuestros días. 
Es probable que las futuras erupciones amenacen a las comunidades vecinas con flujos piroclásticos, lahares ( deslizamientos de tierra inducidos volcánicamente, deslizamientos de tierra y flujos de escombros ) e inundaciones. Para prevenir esta amenaza, el volcán y sus alrededores son monitoreados por el Servicio Geológico de Canadá (GSC). El impacto de la erupción sería en gran medida el resultado de la concentración de infraestructura vulnerable en los valles cercanos. 

## Geografía y geología

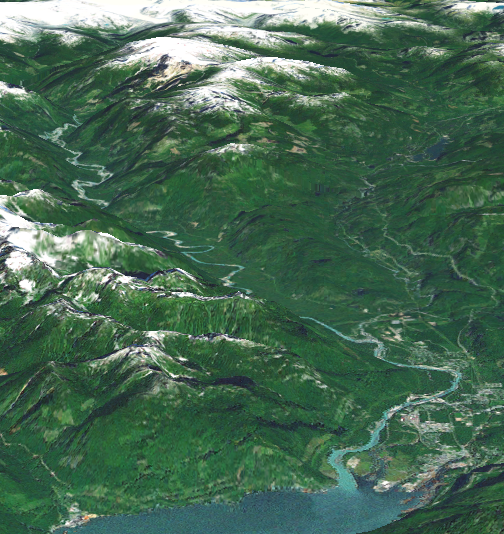
Las imágenes de World Wind de la NASA muestran el valle de Cheakamus a la derecha y el valle de Squamish a la izquierda río arriba. El macizo del Monte Cayley está en la ladera superior izquierda de la cresta de la montaña entre los dos valles. Squamish está en la esquina inferior derecha de la imagen.

El macizo se encuentra en el centro de una zona de tendencia norte-sur de vulcanismo llamada el campo volcánico del Monte Cayley. Consiste predominantemente en volcanes que se formaron subglacialmente durante el Pleistoceno tardío, como Pali Dome, Slag Hill, Ring Mountain y Ember Ridge, pero la actividad continuó en Pali Dome y Slag Hill hasta la época del Holoceno. El campo volcánico del Monte Cayley forma parte del Cinturón Volcánico Garibaldi, que a su vez representa una extensión septentrional del Arco Volcánico de la Cascada. El volcanismo del Arco de la Cascada es en gran medida el resultado del deslizamiento de la placa Juan de Fuca bajo la placa norteamericana en la zona de subducción de la Cascada.
Tres cumbres principales comprenden el macizo del Monte Cayley. La más alta y septentrional es el Monte Cayley con una elevación de 2.385 m. Su flanco noreste colinda con el extremo sur del campo de hielo de la Montaña de la Pólvora. Este es un glaciar de 9 km de largo y 5 km de ancho de forma irregular que tiende ligeramente hacia el noroeste. Justo al suroeste del Monte Cayley se encuentra el Pico Piroclástico, de 2.341 m de elevación. Contiene una cresta dentada de muchos pináculos de roca delgada, el más grande de los cuales se conoce como el Pulgar de Vulcano. El Pico del Brujo, con una elevación de 2.240 m, está al este del Pico Piroclástico y es la más baja de las tres principales cumbres.

## Actividad volcánica reciente
Aunque no se sabe que el macizo del Monte Cayley haya tenido erupciones volcánicas históricas, la actividad de bajo nivel ha continuado en la historia registrada. Se han producido terremotos poco profundos en las cercanías desde 1985 y los valles de los arroyos Shovelnose y Turbid contienen dos y tres fuentes termales, respectivamente. Por lo tanto, la SGC considera que el macizo es un volcán potencialmente activo. Se han medido temperaturas de entre 18 y 40 °C en las fuentes termales.
La existencia de fuentes calientes indica que el calor magmático sigue presente. Existen extensos depósitos de toba y sinterizado en las principales fuentes termales, mientras que el ocre ferruginoso de color rojo brillante se precipita desde varias filtraciones frías en las cercanías. Las fuentes están confinadas alrededor de cúpulas de dacita y diques que fueron colocados durante la etapa del Pulgar de Vulcano.

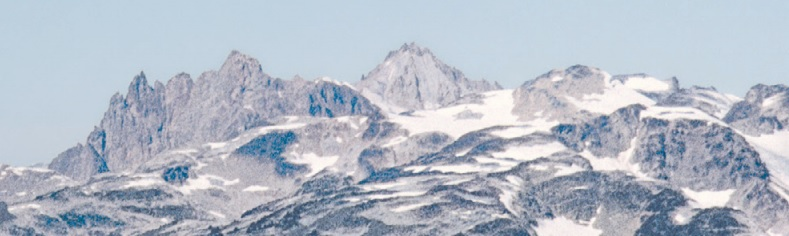
Vista panorámica del macizo de Mount Cayley con Pyroclastic Peak a la izquierda y Mount Cayley en el medio. La vista es hacia el oeste 25 km de Whistler Mountain.

## Historia humana

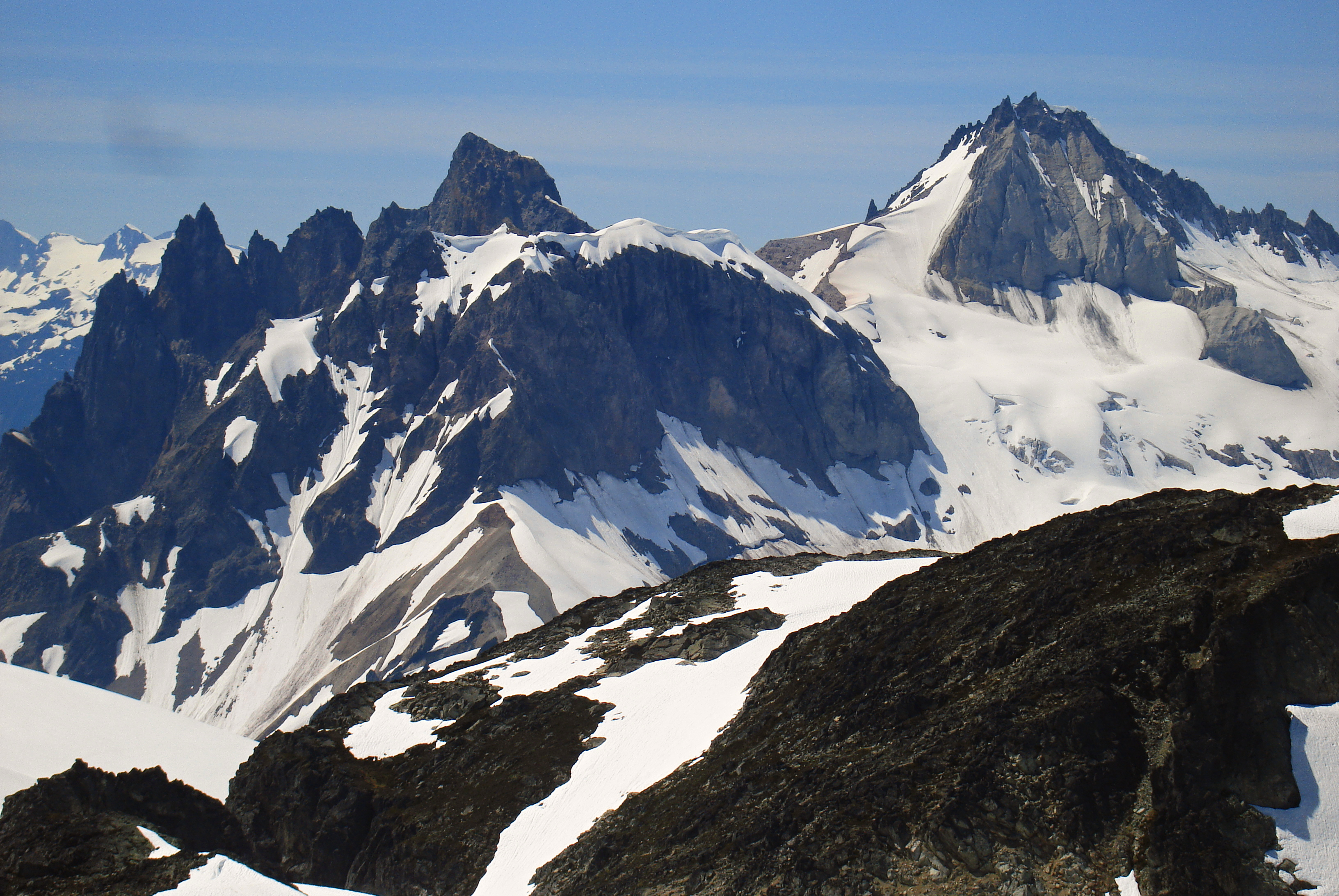
El macizo de Mount Cayley visto desde el este

El área ha sido habitada por las Primeras Naciones durante miles de años. Tanto el macizo de Mount Cayley como The Black Tusk en el lado opuesto del valle del río Cheakamus son llamados ta k 'ta k mu'yin tl'a in7in'axa7en por el pueblo Squamish . En su idioma significa "Lugar de aterrizaje del Thunderbird". El Thunderbird es una criatura legendaria en la historia y cultura de los pueblos indígenas de América del Norte . Cuando el pájaro agita sus alas, se crean truenos y los rayos se originan en sus ojos. El macizo del Monte Cayley y el Colmillo Negro se consideran sagrados para el pueblo Squamish ya que han jugado una parte importante de su historia. Los arándanos de montaña, los arándanos canadienses y los de hoja ovalada, siendo un alimento favorito del pueblo Squamish, fueron recolectados en grandes campos de bayas en y cerca del macizo.  La riodacita vítrea recogida en pequeños afloramientos de las laderas se ha encontrado en lugares de caza de cabras y en el refugio de rocas de Elaho, que se han datado colectivamente entre 8.000 y 100 años de antigüedad. La riodacita de Cayley sólo se ha encontrado en las partes norteñas del territorio de la Nación Squamish.  